# Neuronema sinense
Neuronema sinense är en insektsart som beskrevs av Bo Tjeder 1936. Neuronema sinense ingår i släktet Neuronema och familjen florsländor. Inga underarter finns listade i Catalogue of Life.